# Sun Peaks Resort

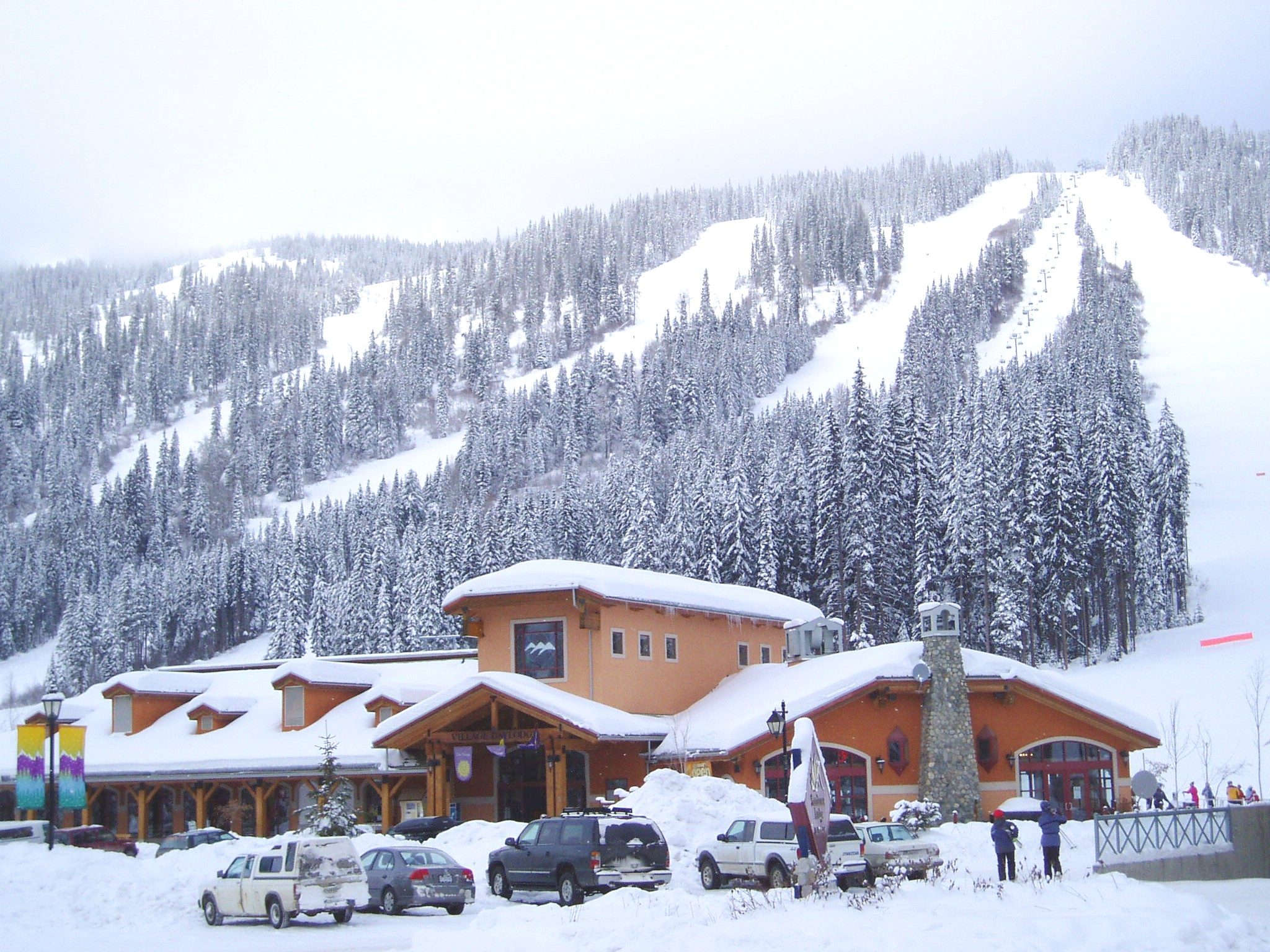
Sun Peaks Lodge

Sun Peaks Resort ist ein Wintersportresort in der Gemeinde Sun Peaks in der kanadischen Provinz British Columbia, etwa 50 km (gefahrene Entfernung) nordöstlich von Kamloops.
Vor Juli 1993 war Sun Peaks bekannt als Tod Mountain, benannt nach dem höchsten Skiberg am Erholungsort. Der erste Sessellift, der Burfield Chair, und genauso die Burfield Lodge öffneten 1961. Im Jahre 1968 wurde der Lift durch Feuer beschädigt, so dass er wegen Reparaturarbeiten bis Dezember 1970 geschlossen werden musste.
Im Jahre 1992 wurde Tod Mountain von der Nippon Cable Company Ltd. aus Tokio gekauft.
Das Skigebiet umfasst die drei Berge Tod Mountain, Sundance Mountain und Mt. Morrisey.
Sun Peaks liegt im Neskonlith-Douglas Reservat. Der Ausbau des Skigebiets sowie die kommerzielle Entwicklung der Region sind daher umstritten.